# Faecalicatena orotica
Faecalicatena orotica es una especie de bacteria grampositiva del género Faecalicatena. Fue descrita en el año 2017. Su etimología hace referencia a ácido orótico. Anteriormente conocida como Clostridium oroticum. Es anaerobia estricta, inmóvil y formadora de esporas. Tiene un tamaño de 0,3-0,6 μm de ancho por 1,3-4,1 μm de largo. Temperatura de crecimiento entre 20-40 °C, óptima de 37 °C. Se ha aislado de lodo. 